# Самрекло (Дедоплісцкаро)
Самрекло (груз. სამრეკლო) — село в Грузії.
За даними перепису населення 2014 року в селі проживає 1786 осіб.